# Micul 120-celule stelat
În geometrie micul 120-celule stelat sau dodecaplexul stelat este un politop cvadridimensional stelat regulat. Cele 120 de celule ale sale sunt mici dodecaedre stelate. Are 120 de vârfuri, 1200 de laturi și 720 de fețe. Are simbolul Schläfli {5/2,5,3}. Este unul dintre cele 10 politopuri Schläfli–Hess regulate.

## Politopuri înrudite
Are același aranjament al laturilor ca și marele larg 120-celule și are în comun cele 120 de vârfuri cu 600-celule și alte opt 4-politopuri stelate regulate. De asemenea, poate fi văzut ca prima stelare a 120-celule. În acest sens ar putea fi văzut ca fiind analog cu micul dodecaedru stelat tridimensional, care este prima stelare a dodecaedrului. Micul 120-celule stelat este dual cu 120-celule icosaedric, care ar putea fi luat ca un analog cvadridimensional al marelui dodecaedru, dual al micului dodecaedru stelat. Cu dualul său formează compusul de 120-celule icosaedric și micul 120-celule stelat.
Laturile micului 120-celule stelat sunt în raportul ϕ2 față de nucleul de 120-celule din interiorul 4-politopului.
| H3 | A2 / B3 / D4 | A3 / B2 |
| -- | ------------ | ------- |
|    |              |         |